# Cantón de La Villadieu-du-Clain
El cantón de La Villedieu-du-Clain era una división administrativa francesa, que estaba situada en el departamento de Vienne y la región de Poitou-Charentes.

## Composición
El cantón estaba formado por diez comunas:
- Aslonnes
- Dienné
- Fleuré
- Gizay
- La Villedieu-du-Clain
- Nieuil-l'Espoir
- Nouaillé-Maupertuis
- Roches-Prémarie-Andillé
- Smarves
- Vernon

## Supresión del cantón de La Villedieu-du-Clain
En aplicación del Decreto nº 2014-264 de 27 de febrero de 2014, el cantón de La Villedieu-du-Clain fue suprimido el 22 de marzo de 2015 y sus 10 comunas pasaron a formar parte del nuevo cantón de Vivonne.